# Köstrijärv
Köstrijärv (est. Köstrijärv, Köstrejärv) – jezioro w Estonii, w prowincji Valgamaa, w gminie Karula. Położone jest na południe od wsi Rebasemõisa. Ma powierzchnię 11,5 ha linię brzegową o długości 2123 m, długość 640 m i szerokość 470 m. Sąsiaduje z jeziorami Karula Raudjärv, Karula Papijärv, Aheru, Kiiviti, Rebäsejärv. Położone jest na terenie Parku Narodowego Karula.